# Reginar V. Henegavský
Reginar V. Henegavský (995 – 1039) byl nejstarším synem Reginara IV. Henegavského a jeho manželky Hedviky Francouzské. Jeho prarodiči z matčiny strany byli Hugo Kapet a Adéla Akvitánská.

## Rodina
V roce 1013 se stal po otci hrabětem z Monsu. Oženil se s Matyldou z Verdunu, dcerou Heřmana z Verdunu a jeho manželky Matyldy.
Kolem roku 1024 získal tak jižní část brabantské provincie.
Po jeho smrti se stal hrabětem syn Heřman, který se oženil s Richildou z Monsu. Po Heřmanově smrti získal kontrolu nad hrabstvím Richildin druhý manžel Balduin VI. Flanderský.